# Tishiko King
Tishiko King is een Australisch klimaatactiviste. Ze is campagneleider bij het Seed Indigenous Youth Climate Network en nam deel aan COP26, de klimaatconferentie van Glasgow 2021, waar ze ook de Straat Torreseilanden-organisatie Our Islands Our Home vertegenwoordigde.

## Biografie
Tishiko King is een inheemse Australische, behorende tot de Kulkalaig en woont anno 2022 in Melbourne. Ze komt oorspronkelijk van Masig Island behorende tot de Straat Torreseilanden in Australië. Ze verliet op jonge leeftijd haar huis om naar een kostschool te gaan en groeide op in een mijnstad, waar ze de impact zag die de mijnbouw had op de lokale bevolking. Na een jaar bachelorstudie stopte ze met haar studies aan de universiteit en ging ze werken in een resort op Moreton Island, ten noordoosten van Brisbane, waar haar liefde voor de oceaan groeide. Haar beslissing om een carrière als zeebioloog na te streven werd verder beïnvloed door de cycloon Hamish in 2009 die schade aanrichtte onder andere aan het schip MV Pacific Adventurer, wat resulteerde in containers met ammoniumnitraat die in de Koraalzee terechtkwamen, en een grote olievlek die aanspoelde op Moreton Island en omliggende gebieden. King maakte deel uit van de schoonmaakploeg op Moreton Island, waardoor ze uit de eerste hand de schade aan de kustlijn en het zeeleven kon zien.

## Activisme
Enkele jaren later keerde King terug naar de universiteit om oceaanwetenschappen te studeren aan de Griffith University in South East Queensland, gesponsord door CSIRO Oceans and Atmosphere, het Australische bureau dat verantwoordelijk is voor wetenschappelijk onderzoek. Daarna werkte ze als inheemse verbindingsofficier bij een bauxietmijnbedrijf in Weipa, op het Kaap York-schiereiland in Queensland. Daarna werd ze campagneleider bij Seed Indigenous Youth Climate Network en werkt ze ook als vrijwilliger-impactcoördinator bij het Environmental Film Festival Australia. Ze is ook gemeenschapsorganisator voor Our Islands Our Home.
King vertegenwoordigde Seed Indigenous Youth Climate Network en Our Islands Our Home op de COP26-bijeenkomst in Glasgow in november 2021. Vanwege COVID-19-beperkingen was ze een van de relatief weinige Australiërs die deelnam. Ze werd zich voor het eerst bewust van de impact van klimaatverandering toen ze de impact van zee-erosie op het kerkhof van haar voorouders op Masig Island zag. King merkte ook dat er vissoorten aan het verdwijnen waren van de traditionele visgronden. Ze veroordeelde de federale regering van Australië voor het niet verwijzen naar de inheemse bevolking in haar plan om tegen 2050 netto nul-emissies te bereiken, dat kort voor de COP26-bijeenkomst werd vrijgegeven.
De deelname van King aan de top werd mogelijk gemaakt door crowdfunding. Na afloop van de top publiceerde ze een artikel met de titel "Empty words, no action: Cop26 has failed First Nations people", dat onder andere werd gepubliceerd in de The Guardian.